# JD-NET
医薬品業界データ交換システム（いやくひんぎょうかいデータこうかんシステム、〔JD-NET(Japan Drug NETwork)〕）は、製薬メーカーと医薬品卸の間で受発注データ等、企業間の商取引情報のデータ交換をオンライン化したシステム。